# Hamster d'Eversmann
Allocricetulus eversmanni · Hamster kazakh
Espèce
Synonymes
- Allocricetulus belajevi (Selevin, 1934)[1]
- Allocricetulus beljaevi (Kuznetzov, 1944)[1]
- Allocricetulus beljawi (Argyropulo, 1933)[1]
- Allocricetulus microdon (Ognev, 1925)[1]
- Allocricetulus pseudocurtatus Vorontsov & Kryukova, 1969[1]
- Allocricetus eversmanni Brandt, 1859[2]
- Cricetulus eversmanni (Brandt, 1859)[2]

Statut de conservation UICN

 LC  : Préoccupation mineure
Le Hamster d'Eversmann ou Hamster kazakh (Allocricetulus eversmanni) est une espèce de Rongeurs de la famille des Cricétidés.

## Habitat d'origine
On le retrouve principalement dans les steppes du Sud de la Russie et du Nord du Kazakhstan, du fleuve Volga jusqu'à la rivière Irtych et au lac Zaysan dans l'Est du pays. On le retrouve également dans le Nord de la province de Xinjiang, dans le Nord-Ouest de la Chine.